# HD 122862
HD 122862，又名CP-74 1142，SAO 257116、HR 5279，是一颗恒星，视星等为6.02，位于銀經308，銀緯-12.75，其B1900.0坐标为赤經13h 59m 16s，赤緯-74° -12.75′ 40″。